# Stefan Jurjewitsch Nemirowski
Stefan Jurjewitsch Nemirowski (russisch Стефан Юрьевич Немировский, engl. Transkription: Stefan Nemirovski; * 29. Juli 1973) ist ein russischer Mathematiker, der Professor an der Universität Wuppertal ist.
Der 2007 habilitierte (russischer Doktorgrad) Nemirowski war Mathematiker am Steklow-Institut, er unterrichtete auch an der Unabhängigen Universität Moskau und war vor seiner Berufung nach Wuppertal Gastwissenschaftler an der Ruhr-Universität Bochum. Seit 2025 ist er Professor für komplexe Analysis an der Universität Wuppertal.
2008 wurde er zum korrespondierenden Mitglied der Russischen Akademie der Wissenschaften gewählt.
Nemirowski beschäftigt sich mit Topologie und komplexer Analysis und löste mit modernen Techniken wie der Seiberg-Witten-Theorie einige alte Probleme über Untermannigfaltigkeiten in komplexen Räumen.
2000 erhielt er den EMS-Preis.

## Schriften
- Complex analysis and differential topology on complex surfaces, Russian Mathematical Surveys, Bd. 59, 1999, S. 729–752